# Visser (achternaam)
Visser is een van oorsprong Nederlandse achternaam. De naam duidt op de beoefening van het beroep visser.

## Aantallen naamdragers

### Nederland
In Nederland was het in 2007 de 8e meest voorkomende achternaam van Nederland, met 49.525 naamdragers. De grootste concentratie woonde toen op Schiermonnikoog met 4% van de bevolking daar. 

### België
In België komt de naam minder voor, in 2008 namelijk 433 keer. De grootste concentratie Belgische naamdragers woont in Retie, met 0,076%.

## Nederlandse personen
- Aaltje Visser (1851-1871), eerste vrouwelijke gediplomeerde apothekersbediende
- Ab Visser (1913-1982), schrijver en criticus
- Ad Visser (1947), presentator en artiest
- Ad Visser (1926-2010), voetballer
- Ad Visser (1935), voetballer
- Adriaan Visser, sportbestuurder en topfunctionaris
- Adrie Visser (1983), baanwielrenster
- Albert Visser (1950), hoogleraar logica
- Alibert Cornelis Visser van IJzendoorn (1858-1924), politicus
- Angela Visser (1966), Miss Universe-winnares en actrice
- Anton Visser (1938), burgemeester
- Arie Visser (1826-1896), bestuurder en politicus
- Arie Visser (1944-1997), dichter
- Arjan Visser (1961), journalist en schrijver
- Arno Visser (1966), president van de Algemene Rekenkamer
- Atie Ridder-Visser (1914-2014), verzetsstrijdster
- Barbara Visser (1966), beeldend kunstenaar
- Barbara Visser (1977), staatssecretaris van Defensie.
- Beitske Visser (1995), autocoureur
- Ben Visser (1981), politicus
- Ben Visser (1934), politicus
- Bo Visser, illustrator
- Carel Visser (1928), beeldhouwer
- Carl Visser, burgemeester
- Carolijn Visser (1956), schrijver
- Coenraad Visser (1755-1808), politicus
- Claire Visser (1981), hockeyster
- Clan Visser 't Hooft (1935), beleidsadviseur onderwijs
- Cornelis Visser (1965), landbouwer en politicus
- Dionne Visser (1996), handbalster
- Dirk Visser van Hazerswoude (1830-1890), advocaat en politicus
- Dorothea Visser (1819-1876), mystica en zieneres
- Dries Visser (1949-2006), voetballer
- Elizabeth Visser (1908-1987), hoogleraar oude geschiedenis
- Els Visser (1990), triatlete
- Erik Visser (1935-1997), politicus
- Erik Jan Visser, ondernemer
- Erika Visser (1919-2007), beeldend kunstenaar
- Esmee Visser (1996), langebaanschaatsster
- Frank Visser (1958), schrijver
- Frank Visser (1951), rechter
- Gerard Visser (1950), universitair hoofddocent cultuurfilosofie
- Gerrit Visser (1887-1952), zanger
- Gerrit Visser (1903-1984), voetballer
- Hendrik Philip Visser 't Hooft (1905-1977), hockeyer
- Hendrik Philip Visser 't Hooft (1930-2008), hoogleraar
- Henk Visser (1932), verspringer
- Henk Visser (1946), politicus
- Hans Visser (1936-2001), biochemicus en Vestdijkkenner
- Hans Visser (1942), predikant
- Hans Visser (1955), musicus
- Hans Visser (1966), voetballer
- Heleen Visser-van der Weele (ca. 1952), politicus
- Henk-Jan Visser (1980), schaker
- Henny Visser (1911-2006), predikant
- Herman Visser (1892-1943), filosoof en jurist
- Hessel Visser (1950), ingenieur en logistiek adviseur
- Ingrid Visser (1977-2013), volleybalspeelster
- Irene Visser (1979), schaatsster
- Jaap Visser (1950), voetballer
- Jan Visser (1856-1938), kunstschilder
- Jan Visser (1956), weerman
- Jannetje Visser-Roosendaal (1899-1990), schrijfster
- Jant Visser-Bakker (1906-1992), schrijfster
- Jitske Visser (1992), rolstoelbasketbalster
- Joop Visser (1938), pseudoniem voor Jaap Fischer, zanger
- Jacob Visser (onbekend), bekend persoon in de omgeving van Sneek
- Judith Visser (1978), schrijfster en columniste
- Jurrit Visser (1952), politicus
- Klaas Visser (1891-1959), gezagvoerder van de Willem Barendsz
- Kevin Visser (1988), voetballer
- Leo Visser (1880-1950), kunstenaar
- Leo Visser (1966), schaatser
- Lieuwe Visser (1940-2014), operazanger en zangpedagoog
- Lodewijk Ernst Visser (1871-1942), jurist
- Lucie Visser (1958), fotomodel en actrice
- Marijcke Visser (1915-1999), beeldhouwer en edelsmid
- Mark Visser (1981), radio- en televisiepresentator
- Mart Visser (1968), modeontwerper
- Martin Visser (1914-1994), politicus
- Martin Visser (1922-2009), meubelontwerper en kunstverzamelaar
- Martin Visser (Marten Treffer) (1923-1975), schrijver en rechercheur
- Martine Visser (1975), bestuurder
- Marry Visser-van Doorn (1940-2009), politica
- Mattijs Visser (1958), organisator van tentoonstellingen en performances
- Maura Visser (1985), handbalster
- Mien Visser (1907-1977), hoogleraar landbouwhuishoudkunde
- Nadine Visser (1995), atlete
- Nout Visser (1944), beeldhouwer
- Philips Visser (1882-1955), geograaf en diplomaat
- Piet Visser (Pi Veriss) (1916-1998), tekstschrijver en componist
- Piet Visser (1942), politicus
- Piet Visser (1887-1927), schrijver
- Ria Visser (1961), schaatsster, sportjournalist en schrijfster
- Richard Visser, voormalig minister van Volksgezondheid, Bejaardenzorg en Sport op Aruba
- Ruben Visser (1989), pokerspeler
- Rudolph Berend Visser (1812-1857), burgemeester
- Sascha Visser (1988), acteur
- Sep Visser (1990), rugbyspeler
- Sietze Visser (1946), voetballer
- Sije Visser (1950), voetballer en sportbestuurder
- Sim Visser (1908-1983), politicus
- Susan Visser (1965), actrice
- Tim Visser (1987), rugbyspeler
- Tim Visser (1995), voetballer
- Tjipke Visser (1876-1955), beeldhouwer
- Tony Visser (1916-2005), verzetsstrijder
- Tseard Visser (1929-1979), beeldend kunstenaar
- Willem Visser (1904-1975), bestuurder
- Willem Visser  (M. Revis) (1904-1973), schrijver
- Willem Visser 't Hooft (1900-1985), theoloog
- Yge Visser (1963), schaker
- Yvonne Visser (1954), beeldhouwer

## Overige personen
- Guillaume Visser (1880-1952), Belgisch voetballer en roeier
- Ingrid Visser (1966), Nieuw-Zeelands bioloog
- Lawrence Visser (1989), Belgisch voetbalscheidsrechter
- Richard Visser, Arubaans oud-minister
- Yolandi Visser (1984), Zuid-Afrikaans zangeres en rapper